# Théorie d'Artin-Schreier
En mathématiques, la théorie d'Artin-Schreier donne une description des extensions galoisiennes de degré p d'un corps de caractéristique p. Elle traite un cas inaccessible à la théorie de Kummer.

## Extension d'Artin-Schreier
Soit K un corps de caractéristique p, et a un élément de ce corps. Le corps de décomposition du polynôme X p – X + a au-dessus de K, est appelé extension d'Artin-Schreier. Si b est une racine de ce polynôme, alors les b + i pour i allant de 0 à p – 1 sont les p racines du polynôme (cf. morphisme de Frobenius), et elles sont distinctes. Deux cas sont alors possibles.
- Si l'une de ses racines appartient à K, toutes appartiennent à K et le polynôme est donc scindé sur K.
- Sinon, si l'une des racines n'appartient pas à K, alors aucune des racines n'est dans K, dit autrement a n'est pas de la forme x – x p, x ∈ K. Le polynôme X p – X + a est alors irréductible sur K. Son corps de décomposition (et corps de rupture) K[b] est une extension cyclique de degré p de K, un générateur du groupe de Galois de l'extension étant donné par le morphisme défini par b ↦ b + 1.

Dans le second cas, le corps de décomposition de X p – X + a est K-engendré par b, les p racines b + i du polynôme étant dans K[b] et distinctes. Cette extension de K est alors séparable, donc de Galois. Il suffit de montrer que le polynôme est irréductible, et donc que K[b] est son corps de rupture, pour en déduire que le groupe de Galois est constitué des p morphismes alors définis par b ↦ b + i, i allant de 0 à p – 1.
Si un polynôme de K[X] de degré 0 < d < p divise X p – X + a, il est, dans K[b] produit de monômes (X - b - i), le coefficient de X d - 1, élément de K, est donc de la forme -db - j, avec j dans K (entier), d non nul dans K, ce qui n'est pas possible puisque b n'appartient pas à K. Le polynôme est bien irréductible.
Par exemple, le corps fini à deux éléments admet comme extension d'Artin-Schreier le corps fini à 4 éléments, engendrée par le polynôme X2 – X + 1 = X2 + X + 1.

## Théorie d'Artin-Schreier
La théorie d'Artin-Schreier consiste en une réciproque au fait ci-dessus : toute extension cyclique de degré p d'un corps de caractéristique p est une extension d'Artin-Schreier. Ceci se démontre en utilisant le théorème 90 de Hilbert dans sa version additive.
Les extensions de degré p non galoisiennes ne peuvent pas être décrites à l'aide de cette théorie. Par exemple, l'extension obtenue en ajoutant une racine p-ème de l'indéterminée T (c'est-à-dire une racine du polynôme en l'indéterminée X, Xp – T, qui est inséparable) dans le corps Fp(T) des fonctions à une variable au-dessus du corps premier à p éléments.
Une théorie analogue en caractéristique p à celle de la résolution par radicaux, doit donc autoriser des extensions d'Artin-Schreier. Pour obtenir des extensions d'ordre des puissances de la caractéristique, il convient d'utiliser la théorie des vecteurs de Witt.

## Une remarque historique
On trouve déjà des polynômes de type Artin-Schreier dans le chapitre sur les corps finis de la troisième édition du Cours d'algèbre supérieure de Joseph-Alfred Serret parue en 1866. Serret démontre que si l'entier g n'est pas divisible par le nombre premier p alors le polynôme Xp – X – g est irréductible modulo p. En termes modernes, pour tout g dans Fp*, Xp – X – g est irréductible, soit le résultat démontré ci-dessus pour n'importe quel corps de caractéristique p, particularisé à Fp.